# Rhynchosia stenophylla
Rhynchosia stenophylla är en ärtväxtart som beskrevs av Ignatz Urban och Erik Leonard Ekman. Rhynchosia stenophylla ingår i släktet Rhynchosia och familjen ärtväxter. Inga underarter finns listade i Catalogue of Life.